# Gaspar d’Arinyó
Gaspar d'Arinyó (? segle xv - ?, segle xv) fou secretari de Joan II d'Aragó i, posteriorment, també ho seria del seu fill Ferran el Catòlic. La seva fidelitat al rei durant la Guerra Civil Catalana li valgué l'atorgament de tots els fruits, drets i emoluments de la Castellania de Vilanova i la Geltrú (1464) que pertanyien a Joan de Montbui, contrari de Joan II. Dos anys més tard fou enviat com a ambaixador extraordinari a Itàlia.
El seu pare, Francesc d'Arinyó, que havia estat secretari i conseller d'Alfons el Magnànim, posseïa la senyoria del Marquesat de Camarasa, Cubells i Montgai, a la Noguera, dins el Comtat d'Urgell. La va cedir el 1428 a aleshores Joan de Navarra a canvi de la meitat de Calaceit. Aquest,posteriorment, el 4 de desembre de 1429, la vendria a Lluís de Coscó i Desvalls, diputat de la Generalitat de Catalunya.

## Entroncaments Familiars
Els Arinyó i els Coscó mantingueren una llarga relació. Ens consta que Leandre de Coscó, clergue i comanador d'Ossera, va celebrar el 8 de febrer de 1513 un contracte amb Gaspar d'Arinyó, senyor de la dita baronia. Un fet rellevant és que Leandre de Coscó -aleshores cambrer del cardenal Roderic de Borja, futur Papa Alexandre VI- seria el traductor al llatí de la famosa carta que l'Almirall Colom enviaria al tresorer de la Corona d'Aragó Gabriel Sanxis -cosí seu- sobre la descoberta del Nou Món.
Els Arinyó emparentaren amb les famílies dels Monsuar i dels Monrós (Montsuar i Montrós). Simona d'Arinyó, senyora de Favara, es va casar amb Gerard de Monsuar, Senyor de Torregrossa. La filla d'ambdós, Leonor de Monsuar i d'Arinyó, ho feu amb Lluís de Monrós. La seva cosina germana, Violant de Monrós, fou esposa del capità Lluís Colom i Bertran, de la ciutat de Barcelona, el qual va participar en la defensa de l'Empordà, al servei de la Generalitat de Catalunya, on fou greument ferit. Després s'exilià a Sicília acollit pels Cabrera, Comtes de Mòdica. El seu fill, Pere Colom i Monrós, és qui el cronista aragonès Zurita, en els Anales de la Corona de Aragón, anomena “Tolón”, i n'explica els fets rellevants com a capità de les galeres armades al servei de Ferran el Catòlic.

## Ambaixador de Roma
Gaspar d'Arinyó va anar com ambaixador a Roma el 1466. En nombroses ocasions intervingué com a diplomàtic i informador de diversos conflictes: pactes amb Navarra, submissió de Saragossa, devolució dels comtats del Rosselló i de la Cerdanya empenyorats per Joan II a França durant la guerra amb la Generalitat de Catalunya -un amb els ambaixadors Boïl, Gamboa i Coloma, i amb la guerra amb Portugal amb motiu de la successió al regne castellà.